# Matoub Lounès

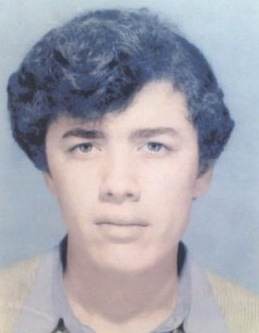
Matub Lunés en 1973, al principio de su carrera artística, a los 17 años.

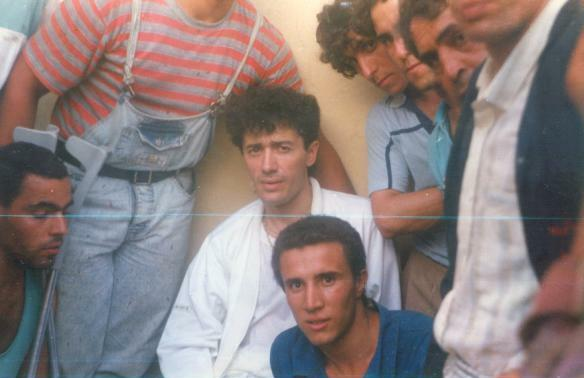
Matub Lunés (en el centro, con ropa blanca) con amigos y familiares en Cabilia.

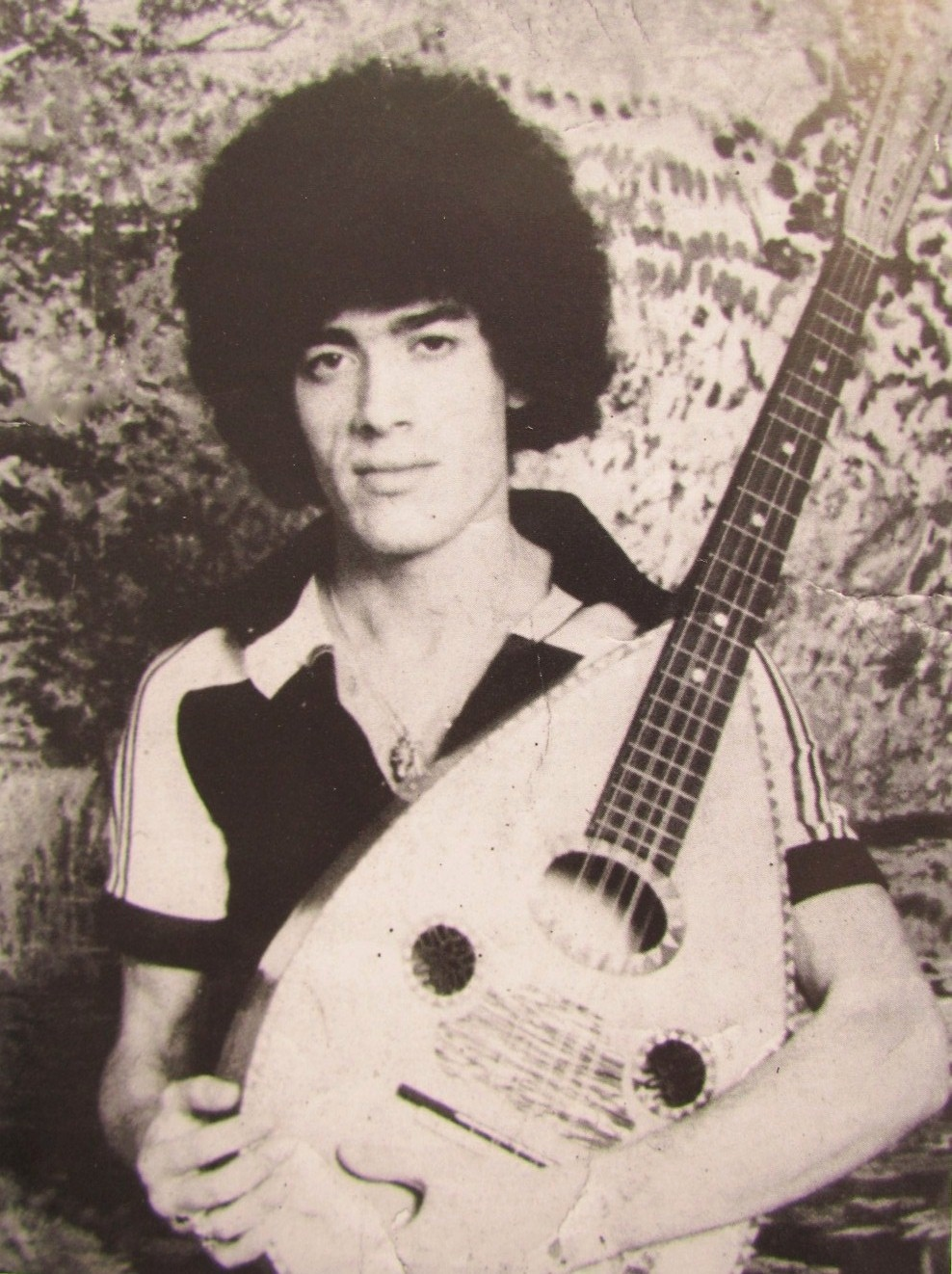
Lunés Matub en 1975. Fotografía en el Museo Lounès Matoub Taourit Moussa (Kabylie-Algérie).

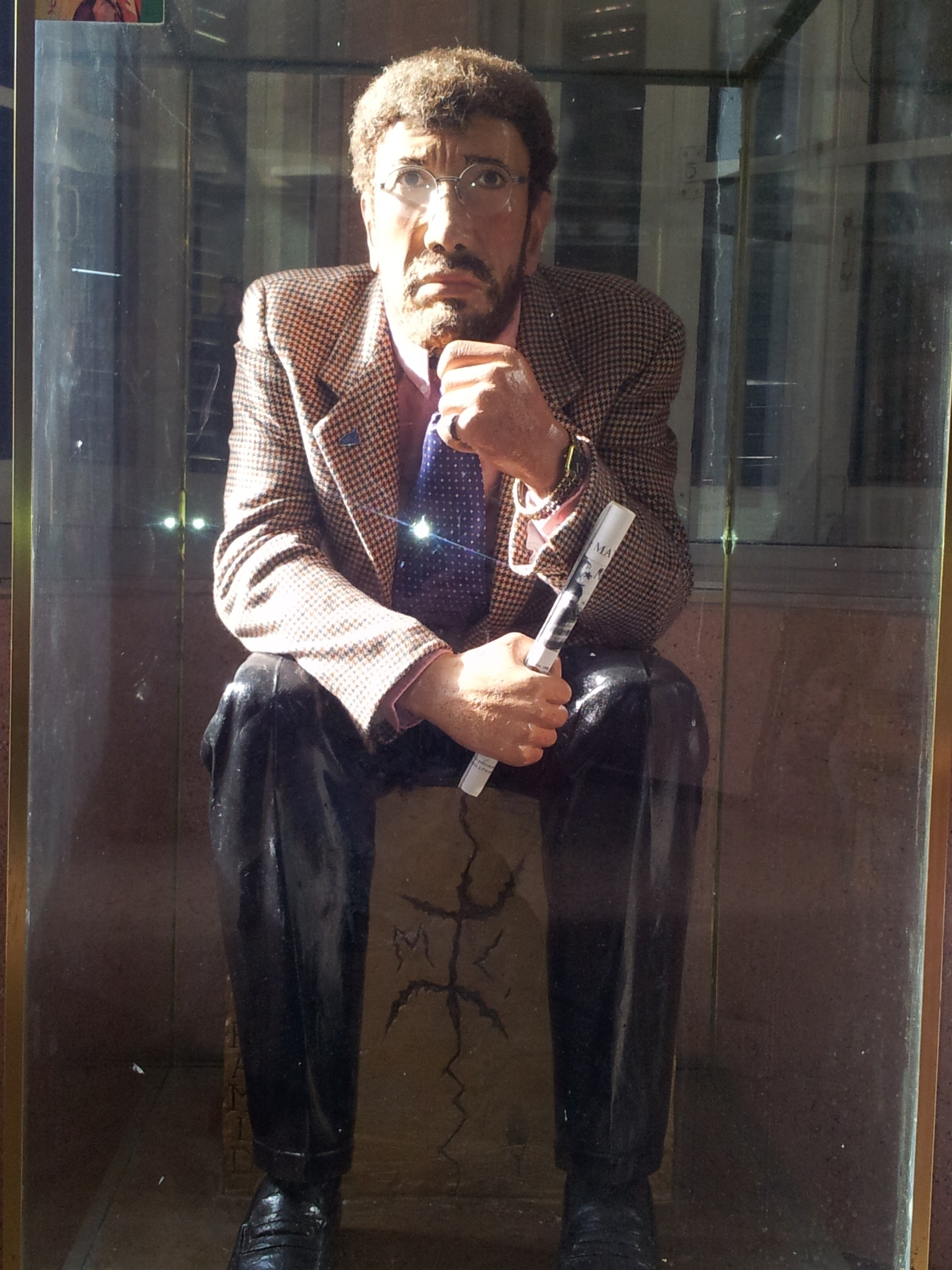
Estatua de cera de Lunés Matub en su casa convertida en museo (Taourirt Moussa, Kabylie).

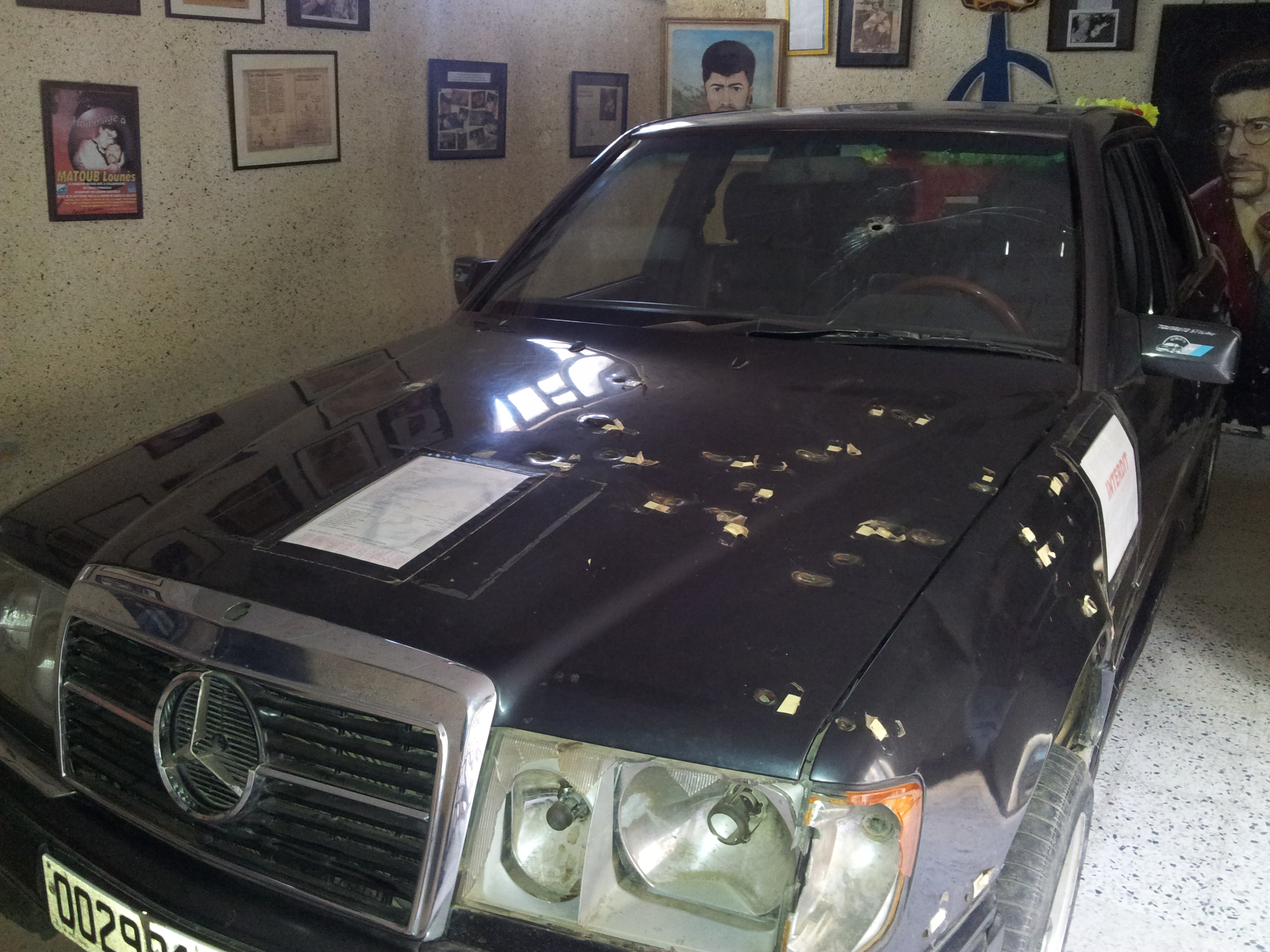
El automóvil Mercedes Benz de Lunés Matub muestra los orificios de bala del 25 de junio de 1998 en Thala Bounane (Cabilia).

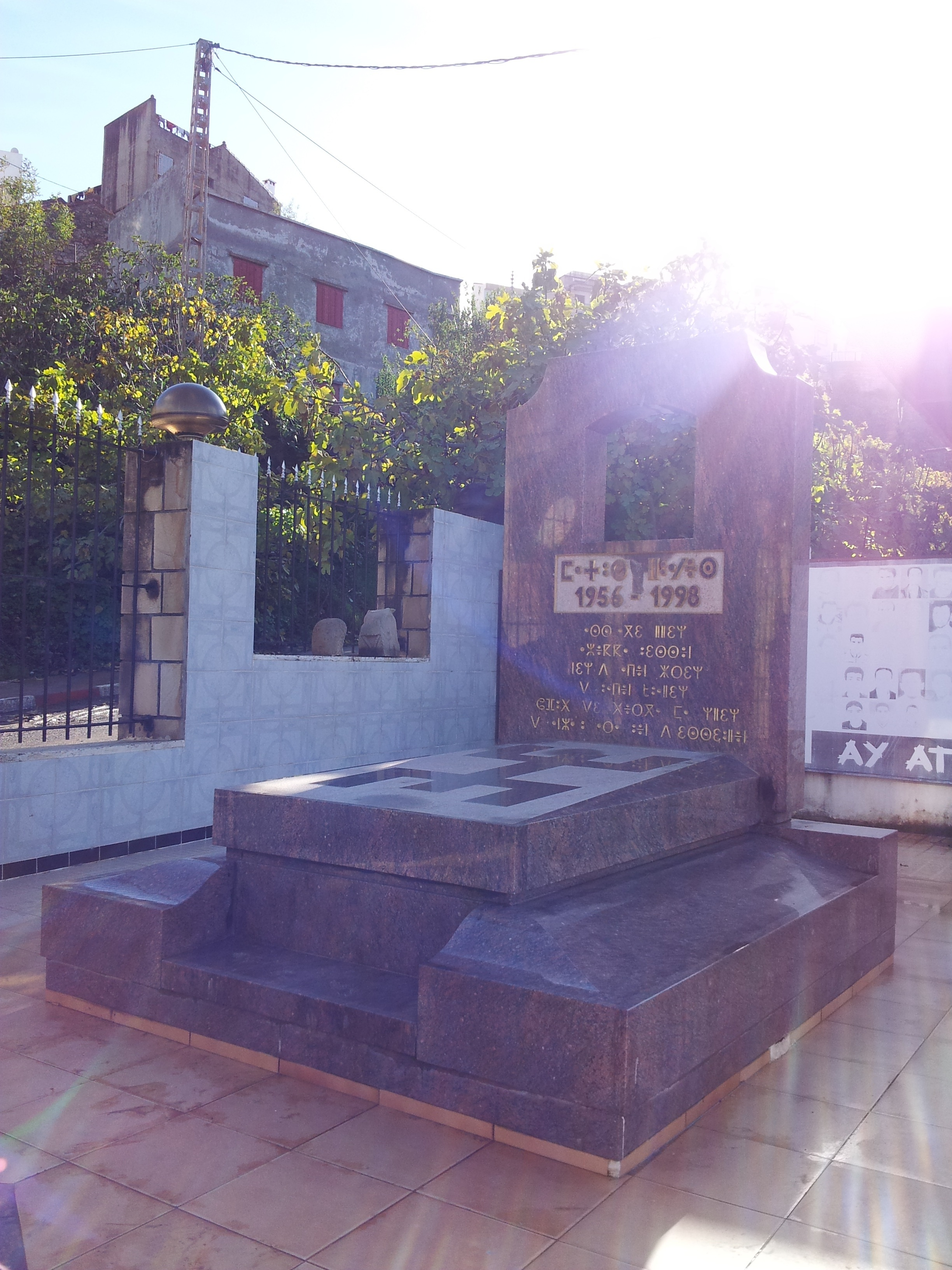
Tumba de Lunés Matub situada a un costado de su casa en Taourirt Moussa, convertida en museo.

Lounès Matoub o   Matub Lunés (Taourirt Moussa, 24 de enero de 1956-Ath Aïssi, 25 de junio de 1998) fue un poeta y cantante argelino, conocido especialmente por su compromiso en la lucha y el reconocimiento de la identidad amazig. Oficialmente, su asesinato fue atribuido a fanáticos musulmanes del Grupo Islámico Armado (GIA), pero su familia acusa al Estado argelino de haberlo asesinado.

## Biografía
Compuso canciones desde su adolescencia. No se identificaba con el sistema de educación argelino pues afirmaba que su currículum escolar lo privaba de su identidad. Lounès, muy alerta desde su infancia, se preguntaba por qué en su casa hablaba tamazight, en la escuela tenía que hablar solamente en árabe, y la generación precedente tenía que estudiar en francés. «Entonces, ¿quiénes somos?», se decía Lounès. Es así que rechaza el colonialismo cultural y se volvió autodidacta. Su preocupación fue siempre la de recuperar su identidad original, es decir amazig.

### Carrera musical
Lunés Matub comenzó su carrera como cantante bajo el patrocinio del conocido cantante cabil Idir (1949-2020). En 1978 grabó su primer álbum Ay Izem (‘el león’); tuvo un importante éxito. En su vida grabaría 36 álbumes, y escribió muchas canciones para otros artistas. En abril de 1980 dio su primer recital importante, en el marco del movimiento de protesta Primavera Amazig, en la Cabilia.
Su música mezclaba la orquestación oriental chaabi con letras politizadas en tamazight, y cubría una amplia variedad de temas, incluyendo la causa amazig, la democracia, la libertad, el ateísmo, el islamismo, el amor, el exilio, la memoria, la historia, la paz y los derechos humanos. A diferencia de los poetas y músicos amaziges que lo precedieron, el estilo de Matub era directo y confrontativo.
Su compañero músico Moh Aileche recuerda:

Él era directo. Criticaba al presidente. Incluso en el comienzo de su carrera mencionaba al presidente de Argelia. Para él todo era blanco y negro. Era muy, muy claro en sus canciones, y fue el único cantante ―no solo en Argelia sino en todo el norte de África― que criticaba al Gobierno y que lo criticaba claramente. Es un hombre que nunca tuvo miedo.
Moh Aileche

A pesar de estar prohibido en la radio y la televisión argelina, Lunés Matub se convirtió en un muy popular cantante cabilio, y lo sigue siendo.

### Atentados contra su vida
En octubre de 1988, durante las revueltas amazighes, un policía le disparó cinco veces. Estuvo hospitalizado durante dos años y requirió 17 operaciones incluyendo la implantación de un sacro artificial y la contracción de una de sus piernas.
En 1989 publicó el álbum L'ironie du sort, donde describió en canciones su larga hospitalización.
En 1992 comenzó la guerra civil argelina entre el Gobierno y los fanáticos islamistas. El GIA (Grupo Islámico Armado) inscribió el nombre de Lunés Matub en una lista negra de artistas y de intelectuales que fueron el objetivo de sus asesinatos ―posiblemente debido a que las canciones de Lunés Matub expresaban su ateísmo―.
Lunés Matub permaneció en Argelia.
En septiembre de 1994, el GIA (Grupo Islámico Armado), lo secuestró y lo mantuvo bajo torturas y golpes en un campamento de montaña. Fue condenado a muerte en un juicio «popular» islamista. En varias demostraciones públicas sus seguidores amazighes del pueblo de Cabilia amenazaron «guerra total» contra los islamistas. Tras dos semanas de encierro, Matub fue liberado.
Ese mismo año (1994) escribió su autobiografía, titulada Rebelle (París: Stock, 1995).

### Asesinato
Luchó contra la arabización de Argelia y contra el establecimiento de un estado religioso. Era abiertamente ateo.

Sé que voy a caer en sus manos, lo más probable es que me detengan un día u otro. Sin embargo, pase lo que pase, Argelia es mi país, prefiero morir entre los míos. Y si me matan, quiero que me cubran con la bandera nacional y que los demócratas me entierren en mi pueblo. Ese día entraré definitivamente en la eternidad.
Matub Lunés

El 25 de junio de 1998, un grupo armado desconocido emboscó su automóvil en pleno día en Ath Douala (a 130 kilómetros al este de Argel), en la zona montañosa de Tala Bounane, cuando iba por la carretera que conduce desde Tizi Ouzou ―capital de Cabilia― a su casa en Taourirt Moussa. En el atentado no fallecieron ni su mujer ni sus dos cuñadas. Murió a causa de las heridas, a los 42 años de edad.

## Discografía
La obra de Matub Lunés se compone de 28 álbumes (o 34 volúmenes):
- 1978: Ay Izem
- 1978: Daεwessu
- 1979: Ṛuḥ ay aqcic
- 1979: Yekkes-as i znad ucekkel
- 1979: A lḥif yuran
- 1979: Ay aḥlili
- 1980: A ttwaliɣ
- 1980: Récital à l'Olympia 80 (JSK).
- 1981: Assagi liɣ
- 1981: Slaεbitt ay abeḥri (vol. 1: Slaεbitt ay abeḥri, vol. 2: Yeḥzen Lwad Aεissi).
- 1981: At Yiraten
- 1982: Tirgin
- 1983: Tamsalt n Sliman
- 1984: A tarwa n lḥif
- 1985: Da Hamou
- 1985: Lbabur
- 1986: Les deux compères
- 1986: Tamurt-iw
- 1987: Tissirt n endama
- 1988: Lmut
- 1988: Rwah rwah
- 1989: L'ironie du sort
- 1991: Regard sur l'histoire d'un pays damné (vol. 1: Regard sur l'histoire..., vol. 2: Iẓri-w).
- 1993: Communion avec la patrie (vol. 1: Communion avec la patrie, vol. 2: Lmeḥna).
- 1994: Kenza
- 1996: Tiɣri g-gemma (vol. 1: Assirem, vol. 2: Tiɣri g-gemma).
- 1997: Au nom de tous les miens (vol. 1: Semeḥtiyi, vol. 2: Sel kan i dderz).
- 1998: Lettre ouverte aux… (vol. 1: Tabratt i lḥekam, vol. 2: I luḥqed zhir).
- Ayen ayen (‘¿Por qué?’). IZEM.[10]

### Cita de su autobiografía
Mis únicos buenos recuerdos del colegio son de los profesores de aquella época. Eran franceses y conocidos por el nombre de Padres Blancos, sin duda porque siempre estaban vestidos de blanco. Eran religiosos, misioneros católicos, pero su enseñanza era laica. El programa era el de la República [Francesa], el que por entonces se daba en los colegios franceses. Evidentemente, nos hablaban de la historia de Francia ―Vercingetórix, la Galia―, pero también de las conquistas relacionadas con nuestra propia historia. Los Padres Blancos nos hacían leer libros. En uno de ellos se hablaba de Yugurta, encadenado y conducido a Roma a la fuerza. Yugurta era nuestra historia, la de nuestro pueblo, que nos contábamos por la noche durante horas al amor de la lumbre. Era nuestra mitología, conocíamos sus aventuras de memoria. Yugurta era ese rey bereber que osó desafiar la autoridad y la opresión de Roma. Durante varios años combatió heroicamente antes de ser traicionado por Bocus, su suegro. Entonces fue capturado por los romanos. En el libro que contaba esta historia de valentía y rebeldía había muchos dibujos y grabados. Recuerdo perfectamente en uno de ellos una ilustración de Yugurta encadenado en su jaula. Ese dibujo supuso para mí una especie de revelación. ¿Por qué este rey bereber, del que descendemos, pudo ser humillado de ese modo? En ese momento sentí una profunda sensación de injusticia, una herida casi personal.Esas emociones, esos interrogantes se los debo, hay que recalcarlo, a los Padres Blancos. Hoy estoy convencido de que desempeñaron un papel activo en la toma de conciencia de mi identidad. No solo la mía, sino también la de muchos niños de mi generación, aquellos que tuvieron la posibilidad de recibir su enseñanza. Sin duda, gracias a ellos tomé conciencia de la profundidad de mis raíces cabilias (bereberes del norte de Argelia). A su manera, contribuyeron al rechazo de toda nuestra sociedad a la amnesia. Sin duda a causa de ello, en numerosas ocasiones el poder argelino ha intentado vincular la cuestión bereber a la presencia de los Padres Blancos. A menudo se ha afirmado que "el bereber es una creación del colonialismo". Es falso históricamente y muy injusto hacia esos religiosos que jamás intentaron imponernos el más mínimo adoctrinamiento. Nos hablaban de valores morales, teníamos clases de educación cívica, pero nunca religiosa. Su enseñanza me abrió el espíritu profundamente, no lo extravió o anexionó. Tampoco hay que olvidar que fueron ellos, los Padres Blancos y las Hermanas Blancas, quienes nos permitieron preservar una parte de nuestra memoria. Tras la independencia, algunos se quedaron en la Cabilia. La identidad bereber siguió siendo negada por el poder argelino. Todo aquello que podía representar lo bereber era sospechoso. Nuestra tradición, nuestra cultura, consideradas subversivas, eran fundamentalmente orales y no se hacía nada por garantizar su transmisión y su supervivencia. Fueron los Padres Blancos quienes permitieron las primeras publicaciones de diccionarios. La sociedad cabilia en su conjunto les debe mucho. Creíamos que las atrocidades de la guerra se habían acabado con la independencia. Por desgracia, no fue así. Un año después, la violencia se reanudó en la Cabilia. A partir de 1963, los oficiales de la Wilaya 3 se opusieron a Ben Bella, por aquel entonces jefe de Estado. Los enfrentamientos fueron muy duros. Algunos pueblos sufrieron entonces más brutalidades que durante la guerra de liberación. Hubo más de cuatrocientos muertos en la Cabilia. Todo terminó muy mal. Los maquis depusieron las armas en unas condiciones turbias. Los muertos fueron un tanto olvidados, pero esa forma de rendirse, tan poco conforme a nuestras tradiciones guerreras, traumatizó a los cabilios durante mucho tiempo. Después de eso, resultaba muy difícil pronunciar una palabra en bereber en un autobús de la capital. Éramos sistemáticamente sospechosos y nuestra lengua estaba prohibida. Hubo que esperar a la generación de la independencia para rehabilitar a la Cabilia, sobre todo mediante la lucha por la identidad que seguimos llevando a cabo. Para mí, como para muchos cabilios, el episodio de 1963-1964 sigue siendo un desgarro que desencadenó en nosotros un verdadero rechazo de todo lo que era árabe. Sufrir una ejecución moral es seguramente tan duro como sufrir atrocidades físicas. Así es al menos como vimos las cosas. A partir de 1963, puedo decir que mi despertar respecto a la identidad fue en aumento. Los cabilios eran considerados como inexistentes y la injusticia de esa negación me indignaba. Así es como vi y viví esos acontecimientos de mi infancia. A partir de ese momento, todo se aceleró. Empecé a mostrar abiertamente mi rechazo del árabe, prefiriendo el francés que aprendí en la escuela. El bereber, nuestra lengua materna, estaba prohibido. Necesitábamos una lengua que lo sustituyese.

Nunca sentí el árabe como mi lengua. Y como querían imponérmela, la rechacé de inmediato. Fui criado en las montañas de la Cabilia, el cabilio siempre ha sido mi lengua habitual y el francés un instrumento de trabajo. De repente, quisieron quitarnos algo que había sido esencial en nuestra cultura. Teníamos que renegar del bereber y rechazar el francés. Dije no. Hice novillos en todas las clases de árabe. Cada clase a la que faltaba era una acción de resistencia, un trozo de libertad conquistado. Mi rechazo era voluntario y asumido. Esa lengua nunca quiso entrar dentro de mí. Hasta hoy, no sé nada o casi nada de árabe. Sé escribir mi apellido y mi nombre, eso es todo. Sería incapaz de escribir mi fecha de nacimiento. ¿Supone una desventaja para mí en mi país? No. Por otro lado, asumo totalmente este rechazo.Para nosotros no había solución, salvo el francés. Y cuando, durante mis años de instituto, la arabización nos fue impuesta por Bumedián, nos sentimos heridos. Hoy, con la perspectiva que da el tiempo, afirmo que esta arabización forzada me rompió intelectualmente. No solo a mí, sino a muchos estudiantes de instituto de mi edad. Esa decisión autoritaria de 1968 del ministro de Educación, Ahmed Taleb, fue uno de los mayores errores de Bumedián. Considero, aun a riesgo de chocar contra más de uno, que el descenso a los infiernos de Argelia empezó en aquel momento. Hoy cosechamos lo que empezó a sembrarse en 1968. Mi generación, la de la posguerra, se anunciaba prometedora. Esta arabización quebró nuestro ímpetu. Hoy tenemos el resultado: el FIS. El Frente Islámico de Salvación nació de allí, se desarrolló en la escuela con plena legalidad. Le extendieron una alfombra roja. ¿Por qué no habría de aprovecharse?
El hecho de imponer el árabe correspondía a una voluntad política evidente de aplastamiento y negación, pero tenía también como objetivo borrar la doble herencia histórica que representaban el bereber y el francés. La escuela francófona produjo en Argelia una elite intelectual y, sin duda, fue esa elite a la que quisieron silenciar. El francés supuso una oportunidad para mí. Me abrió el espíritu, me aportó un saber, cierto rigor intelectual. Conocí a autores y textos fabulosos que nunca habría descubierto si no hubiese tenido acceso a la lengua francesa: Descartes, Zola, Hugo, el teatro de Racine o la poesía de Baudelaire. Ese aprendizaje fue beneficioso, constructivo. Tengo la sensación de poseer algo importante y precioso. El árabe, lamento decirlo, no ha producido una elite digna de este nombre en Argelia. Ha reprimido, ahogado y engendrado lo que se puede ver hoy: una sociedad que no sabe adónde va, que pierde su identidad.

El bereber, mi idioma, está prohibido. Esta lengua tan bella en la que aprendí a hablar, que utilizo en mis textos, que me permite realizar mi profesión de cantante, sigue siendo indeseable en Argelia, donde no es reconocida. No se enseña. Una paradoja: para el Ministerio de Educación Nacional, no existe, aunque la hablamos varios millones. Así pues, cada vez que hablo en mi idioma es como un acto de resistencia. Existimos gracias a nuestra lengua. Esta lengua transmitida por mi madre es mi alma. Gracias a ella me he hecho a mí mismo, he soñado escuchando canciones o cuentos.
Matub Lunès, Rebelle (autobiografía). París: Stock, 1995